# Oberenzenau
Oberenzenau ist ein Gemeindeteil von Bad Heilbrunn im oberbayerischen Landkreis Bad Tölz-Wolfratshausen. Das Dorf liegt circa 500 Meter südlich von Bad Heilbrunn an der Bundesstraße 472.

## Baudenkmäler
Siehe: Liste der Baudenkmäler in Bad Heilbrunn#Andere Ortsteile